# Georg Richard Schultze
Georg Richard Otto Schultze (* 25. September 1903 in Neu Lietzegöricke, Landkreis Königsberg, Neumark; † 18. Juni 1970 in Frankfurt am Main) war ein deutscher Chemiker und Hochschullehrer.

## Leben
Schultze wurde 1927 Assistent am Lehrstuhl für Physikalische Chemie der Technischen Hochschule Danzig. Im Jahr 1928 wurde er in Berlin zum Dr. phil. promoviert. 1929 wurde er Research Associate und Mitglied der Fakultät an der University of Minnesota.
Im Jahr 1931 wurde Schultze Forschungschemiker bei der Socony-Vacuum Oil in Paulsboro (New Jersey). 1934 kehrte er nach Deutschland zurück, wurde Assistent am Lehrstuhl für Physikalische Chemie an der Humboldt-Universität Berlin und erhielt dort einen Lehrauftrag für Chemie und Technologie des Mineralöls. Im folgenden Jahr habilitierte er sich und erhielt 1936 einen Lehrauftrag für Technologie der Brennstoffe.
1940 wechselte Schultze an den Lehrstuhl für Chemische Technologie an die Technische Hochschule Braunschweig, wo er 1942 zum Professor berufen wurde. 1943 erhielt er einen Lehrauftrag für Kohlenoxyd- und Hochdruckhydrierung an der Technischen Hochschule Hannover. Dort wurde er schließlich zum 1. Januar 1945 ordentlicher Professor für Erdölchemie und Direktor des Instituts für Erdölforschung. Seit 1943 war er ordentliches Mitglied der Braunschweigischen Wissenschaftlichen Gesellschaft. Im Jahr 1951 wurde in Berlin die „Deutsche Rheologische Gesellschaft“ gegründet, in deren Beirat Schultze gewählt wurde.
Er war Mitglied der Sängerschaft Ascania Halle, der AMV Cheruscia Hannover und der ALT Berlin.

## Auszeichnungen
1931 wurde er Ehrenmitglied der amerikanischen wissenschaftlichen Gesellschaft Sigma Xi in Minnesota. 1939 erhielt er die Goldene Medaille der „Internationalen Wasserfachausstellung“ in Lüttich (Belgien).

## Schriften (Auswahl)
- mit Hermann Stage: Die grundlegenden Arbeiten über Theorie, Apparate sowie Verfahren der Destillation und Rektifikation. Eine Zsstellg d. Schrifttums aus d. Jahren 1920 bis 1944. VDI-Verlag, Berlin 1944, OCLC 72205057.
- mit Friedrich Boberg: Petrolchemikalien. (= Orion-Bücher, Band 92.) S. Lux, Murnau 1956, OCLC 44136738.
- Aufgaben und Probleme der Erdölforschung. in: Vortragsreihe der Niedersächsischen Landesregierung zur Förderung der Wissenschaftlichen Forschung in Niedersachsen. Heft 18. Vandenhoeck & Ruprecht, Göttingen 1971, ISBN 3-525-82805-5.